# هنري لو سيدانر
هنري يوجين أوغستين لو سيدانر (بالفرنسية: Henri Eugène Augustin Le Sidaner) (7 أغسطس 1862 - 14 يوليو 1939)، رسام فرنسي ينتمي إلى حركة "الحميمية"، وهي تيار فني ظهر بين أواخر القرن التاسع عشر وأوائل القرن العشرين. كان معاصرا لتيار ما بعد الانطباعية، وعُرِف برسوماته للمناظر الداخلية للمنازل والمشاهد الهادئة للشوراع. احتوى أسلوبه على عناصر من الانطباعية مع تأثيرات كبيرة من ادوارد مانيه، كلود مونيه، و بأسلوب التنقيطية الذي يظهر جليا في أعماله. لو سيدانر كان يفضل استعمال الألوان الخافتة، ودرجات متفاوتة من اللون الرمادي مع استعمال حجر الأوبال بدرجات متفاوتة ومضغوطة للإشارة إلى تيار الصوفية الفني. كان هنري رساما ماهرا برزت أعماله أيضا في تيار الرسم الليلي، وسافر على نطاق واسع في جميع أنحاء فرنسا وأوروبا قبل أن يستقر في جيربروي في ريف بيكاردي، شمالي فرنسا، أين رسم لأكثر من ثلاثين عاما.